# Pale Folklore
Pale Folklore är det första studioalbumet med det amerikanska black metal-bandet Agalloch, utgivet 1999 av skivbolaget The End Records. Musiken innehåller elementer av akustisk folk som påminner om skandinaviska band som till exempel Katatonia och Ulver.

## Låtlista
1. "She Painted Fire Across the Skyline, Part 1" – 8:35
2. "She Painted Fire Across the Skyline, Part 2" – 3:09
3. "She Painted Fire Across the Skyline, Part 3" – 7:09
4. "The Misshapen Steed" (instrumental) – 4:54
5. "Hallways of Enchanted Ebony" – 9:59
6. "Dead Winter Days" – 7:51
7. "As Embers Dress the Sky" – 8:04
8. "The Melancholy Spirit" – 12:25

- Text: John Haughm
- Musik: John Haughm (spår 1–3, 5–8), Don Anderson (spår 5–7), Jason William Walton (spår 6), Shane Breyer (spår 4)

## Medverkande
Musiker (Agalloch-medlemmar)
- John Haughm (John Lewis Ham) – sång, gitarr, trummor
- Shane Breyer – keyboard
- Don Anderson – gitarr
- Jason William Walton – basgitarr

Produktion
- John Haughm – producent, foto
- Ronn Chick – producent, ljudtekniker
- Dennis Gerasimenko – omslagskonst
- Sergey Makhotkin – omslagskonst
- Aaron Sholes – foto
- Sherry Breyer – foto